# سلطان بن فيصل بن تركي آل سعود
الأمير سلطان بن فيصل بن تركي بن عبد الله بن سعود آل سعود وُلد عام 1957م وتوفي في العام 2002م. وأنهى دراسته الابتدائية والمتوسطة والثانوية في معهد العاصمة النموذجي بالرياض وتخرج من كلية الملك فيصل الجوية عام 1978م برتبة ملازم طيار، وعمل في القوات الجوية الملكية السعودية ضابط طيار فترة من الزمن بعد تقاعده من وزراة الدفاع السعودية إتجه لقطاع التجارة والأعمال الحرة، حيث كان يمتلك شركة لؤلؤة الرياض لإدارة المستشفيات، إلى مجموعة من محلات المجوهرات، وبعض العقارات والأسهم، والدته هي الأميرة لولوة بنت عبد العزيز آل سعود ابنة الملك عبد العزيز بن عبد الرحمن آل سعود ملك المملكة العربية السعودية، كان يبلغ من العمر 41 عامًا عند وفاته وهو أصغر أشقائه الأربعة عبد الله، خالد، ومحمد ووالدتهم جميعًا هي الأميرة لولوة بنت عبد العزيز آل سعود.

## أشقاؤه
- الأمير عبد الله بن فيصل بن تركي آل سعود (رئيس الهيئة العامة للاستثمار سابقًا)
- الأمير خالد بن فيصل بن تركي آل سعود (رجل أعمال)
- الأمير محمد بن فيصل بن تركي آل سعود (مستشار بوزارة الخارجية)
- الأمير تركي بن فيصل بن تركي آل سعود
- الأميرة نوف بنت فيصل بن تركي آل سعود زوجة الأمير عبد الرحمن بن عبد الله الفيصل آل سعود
- الأميرة الجوهرة بنت فيصل بن تركي آل سعود زوجة الأمير سلطان بن فهد بن عبد العزيز آل سعود
- الأميرة عبير بنت فيصل بن تركي آل سعود زوجة الأمير سعود بن نايف بن عبد العزيز آل سعود

### زوجته
- الأميرة سارة بنت عبد الرحمن بن عبد العزيز آل سعود

### أبناؤه
- الأمير خالد بن سلطان بن فيصل آل سعود.[3] متزوج من الأميرة العنود بنت فيصل بن سعد بن عبد الله بن عبد الرحمن آل سعود.[4]
- الأمير عبد العزيز بن سلطان بن فيصل آل سعود

كان عمر ولده خالد 6 سنوات وعبد العزيز سنة ونصف السنة وقت وفاته.

## وفاته
توفي الأمير سلطان بن فيصل بن تركي بن عبد الله آل سعود في شهر يوليو عام 2002م على طريق الحجاز، حيث كان سموه متوجهًا عن طريق البر من مدينة جدة التي يسكنها إلى الرياض لأداء واجب العزاء في أحمد بن سلمان بن عبد العزيز آل سعود ثالث أكبر أبناء ملك المملكة العربية السعودية حاليًا، إلاَّ أنه وافقته المنيَّة إثر حادث مروري في الطريق، وقد صُلي عليه في جامع الإمام تركي بن عبد الله بالرياض ودُفن في مقبرة العود قرب قبر الأمير أحمد بن سلمان بن عبد العزيز آل سعود.

## الحادث
كان يقود سيارته وحده وبقية السيارات الأخرى تسير خلفه وعند الخامسة فجرًا تعرض لحادث انقلاب مفاجئ إثر تعرض إحدى العجلات للانفجار مما أدى إلى إنقلاب السيارة عدة مرات ومن ثم وفاته مباشرة. ويروي أخاه قصة حدثت قبل الحادث حيث طالب أحد السائقين الركوب مع الأمير سلطان فقال «لا تركب معي وانت وحيد أمك»!
يقول السائق حسن محمد إثيوبي الجنسية والذي كان يقود سيارة أخرى خلف سيارة الأمير فيقول أننا بعد أن تجاوزنا منطقة ظلم وبالقرب من الحوميات شاهدنا سيارة الأمير تخرج عن مسارها وتنقلب عدة قلبات وقد أفزعنا ذلك المشهد وقلنا إن شاء الله الأمير سالم والمفاجأة أننا بعد وصولنا وجدناه قد أسلم الروح لباريها وكان نصف جسمه الأسفل داخل السيارة والنصف الآخر خارجها وكان جسده إلى القبلة ورافعًا أصبع الشهادة ولله الحمد. وقال أن الحادث لا يصدق وأننا فجعنا بالمشهد وفجعنا برحيله المفاجئ عن دنيانا.